# Haas: voorjaar
Haas: voorjaar is een Nederlandstalige roman, geschreven door Paul Biegel en uitgegeven in 1981 bij Uitgeverij Holland in Haarlem. Het werk, dat deel uitmaakt van een trilogie over Haas, werd in 1982 bekroond met de Zilveren Griffel en verhaalt over een verlaten tuin vol antropomorfe dieren, die allen gebonden aan herinneringen aan en verwachting van Haas.